# Kinetoskias smitti
Kinetoskias smitti är en mossdjursart som beskrevs av Daniel Cornelius Danielssen 1868. Enligt Catalogue of Life ingår Kinetoskias smitti i släktet Kinetoskias och familjen Bugulidae, men enligt Dyntaxa är tillhörigheten istället släktet Kinetoskias och familjen Bicellariellidae. Arten är reproducerande i Sverige. Inga underarter finns listade i Catalogue of Life.